# 洛伦佐·皮罗拉
洛伦佐·皮罗拉（義大利語：Lorenzo Pirola；2002年2月20日—），是一名意大利足球运动员，场上司职中后卫，現效力於希臘足球超級聯賽球队奧林比亞高斯。

## 俱乐部生涯

### 国际米兰
2015年，皮罗拉加入了意甲豪门国际米兰的青训学院。2020年7月16日，在国际米兰4-0完胜斯帕尔的意甲比赛中，皮罗拉在第79分钟替补登场，完成了一线队首秀。

### 蒙扎
2020年10月5日，意乙升班马蒙扎官方宣布，皮罗拉租借加盟球队，租期一年。2020年10月27日，在蒙扎与波尔代诺内的意大利杯第三轮比赛中，皮罗拉首发登场，完成了一线队首秀；蒙扎最终在那场比赛中点球击败对手，皮罗拉也打满全场的120分钟。2020年12月22日，在蒙扎主场2-0击败阿斯科利的比赛中，皮罗拉在第57分钟替补登场，完成了个人的意乙首秀。

## 国家队生涯
皮罗拉目前是一名意大利青年国脚，他曾代表过意大利U-17国青队参加了2019年欧少赛，并帮助球队取得了亚军的好成绩。
2020年10月13日，在意大利U-21国青队主场2-0击败爱尔兰U-21的欧少赛预选赛中，皮罗拉首发登场，完成了U-21国家队首秀。

## 荣誉

### 俱乐部
国际米兰
- 欧联杯亚军：[[2019–20年欧洲联赛|2019–

希腊奥林匹亚科斯
- 希腊超级联赛冠军：2024-25年
- 希腊杯冠军：2024-2025

### 国家队
意大利U-17
- 欧少赛亚军：2019（英语：2019 UEFA European Under-17 Championship）